# 伊波乃西神社
伊波乃西神社（いわのにしじんじゃ）は、岐阜県岐阜市（旧美濃国各務郡）にある神社。式内社である。
隣接して「日子坐命墓」がある。

## 概略
- 創建時期は不明。
- 日子坐命は、開化天皇の第3皇子で崇神天皇の異母弟、神功皇后の高祖父、丹波道主命の父、五十瓊敷入彦命（伊奈波神社祭神）の祖父である。美濃国を領地として、子の八瓜入日子（神大根王）と共に治山治水開発に努めたとも伝えられる。この地で亡くなり、この地に埋葬されたという。八瓜入日子は三野前国造（本巣国造）の祖とされているが、各務郡は三野後国造の領域である。
- 隣接する「日子坐命墓」は清水山の山麓に有り、かつて「岩西様」と呼ばれた自然石である。1875年（明治8年）、宮内省の調査により日子坐命墓に治定され、宮内省陵墓寮の所管に移されたため、神社が現在地に移転している。

## 祭神
- 日子坐命
- 八爪入日子命

## 神事
- 御陵墓祭：毎年3月21日

## 所在地
- 岐阜県岐阜市岩田西3丁目421

## 交通機関
岐阜バス「岩田」バス停下車徒歩15分。
- JR岐阜駅バスターミナル（岐阜駅北）14番のりば

大洞団地線「大洞緑団地（北一色経由）」行き
八幡線「八幡営業所（北一色経由）」行き
岐阜上之保線「せき東山」「岐阜医療科学大」「上之保川合」行き
千疋大平台タウン線「大平台タウン」行き
- 岐阜バスターミナル（名鉄岐阜駅南）Cのりば

大洞団地線「大洞緑団地（北一色経由）」行き
八幡線「八幡営業所（北一色経由）」行き
岐阜上之保線「せき東山」「岐阜医療科学大」「上之保川合」行き
千疋大平台タウン線「大平台タウン」行き